# Dyckia saxatilis
Dyckia saxatilis är en gräsväxtart som beskrevs av Carl Christian Mez. Dyckia saxatilis ingår i släktet Dyckia och familjen Bromeliaceae. Inga underarter finns listade i Catalogue of Life.